# Kranjska Gora
Kranjska Gora (« montagne de Carniole » ; en allemand : Kronau) est une commune  du nord-ouest de la Slovénie, située directement au tripoint avec l'Autriche et l'Italie.
Elle est notamment connue pour sa station de sports d'hiver de taille moyenne, qui a été développée à proximité immédiate. Mais également pour le site de vol à ski de Planica situé sur le site de la commune, dans la vallée de Tamar.

## Géographie

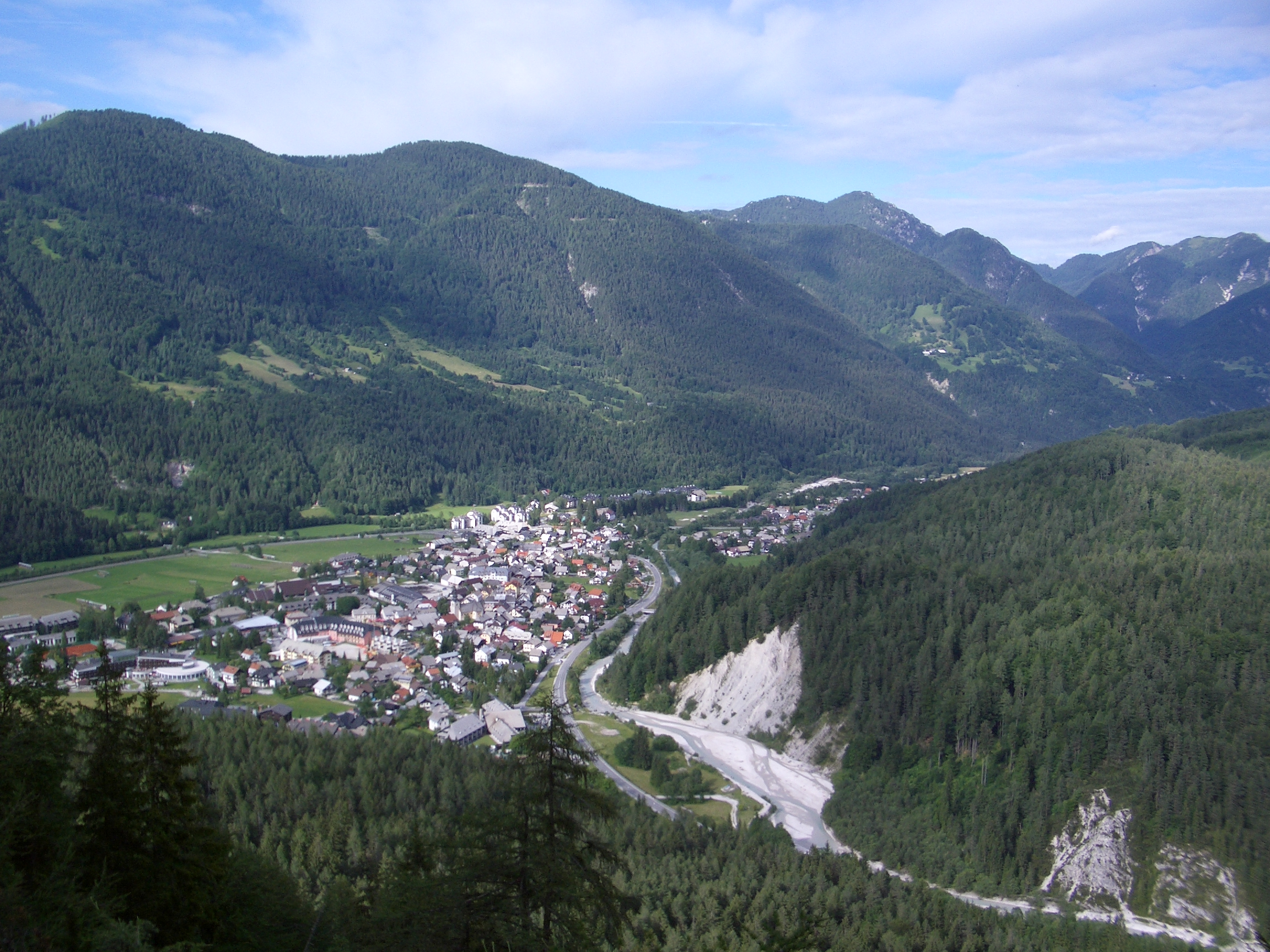
Vue sur Kranjska Gora dans la vallée de la Save.

Kranjska Gora est située dans la région historique de Haute-Carniole ; à proximité de la frontière avec le Land autrichien de Carinthie au nord et la région italienne de Frioul à l'ouest. Le territoire communal s'étend dans la vallée de la Save amont (Sava Dolinka en slovène), entre le massif des Karavanke au nord et les Alpes juliennes avec les sommets du Prisojnik (2 574 mètres) et du Škrlatica (2 740 mètres) au sud. Une grande partie des montagnes méridionales fait partie du parc national du Triglav s'étendant jusqu'à la vallée de l'Isonzo (Soča) dans la région de Goriška.

### Villages
Les villages qui composent la commune sont Belca, Dovje, Gozd Martuljek, Kranjska Gora, Log, Mojstrana, Podkoren, Rateče, Srednji Vrh et Zgornja Radovna.

## Histoire

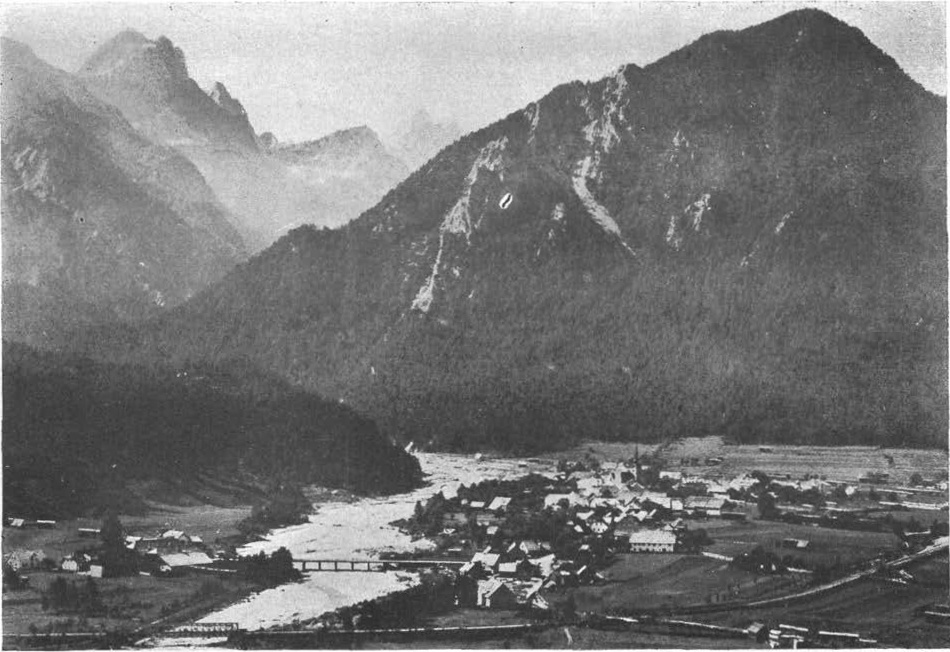
Kranjska Gora (Wojstrovka) en 1912. Photo de Franz Pavlin.

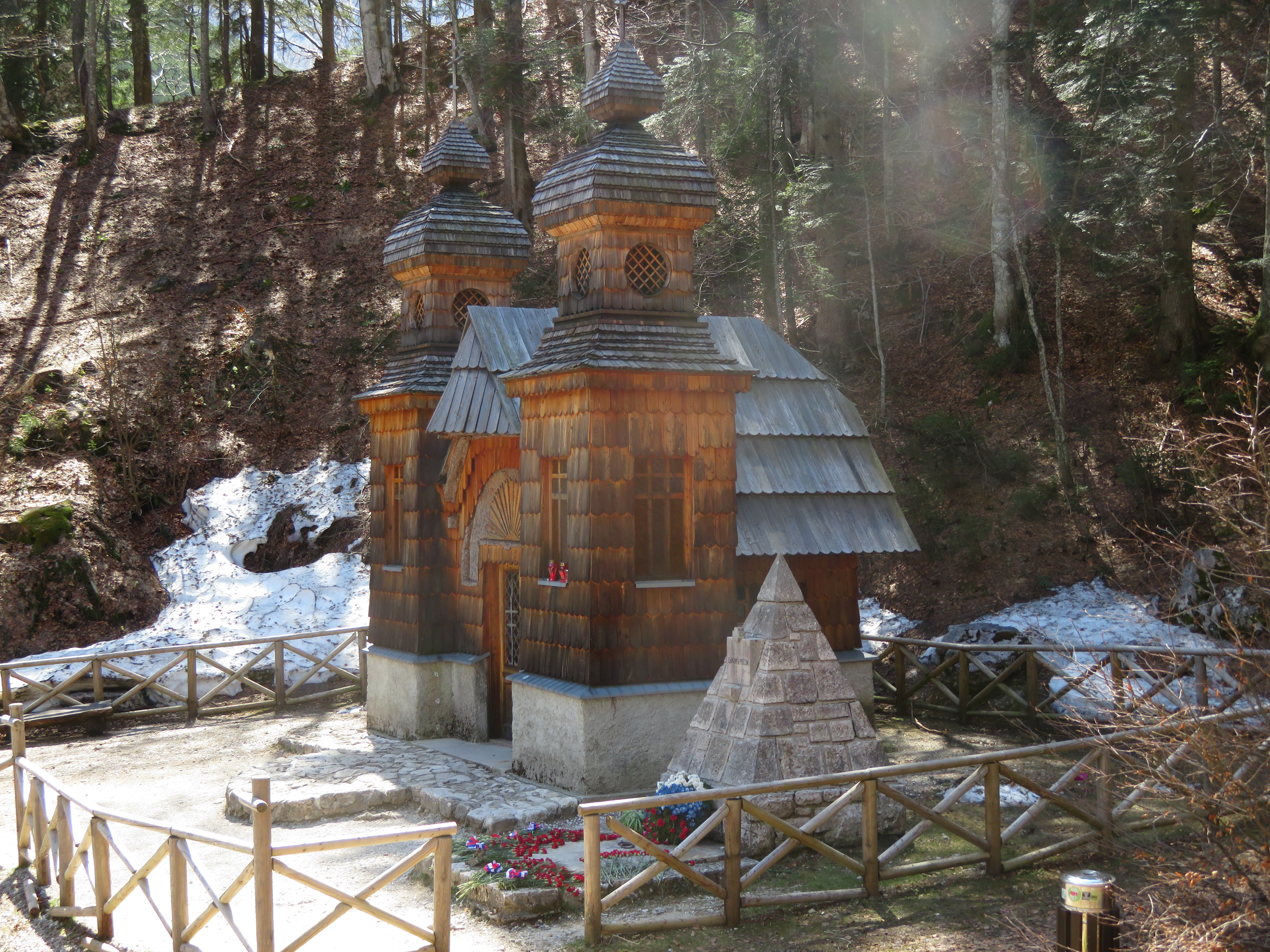
La chapelle russe de Vršič construite par les prisonniers de la Grande Guerre.

La vallée reculée dans le nord-ouest de la marche de Carniole a été déboisée et colonisée au XIVe siècle seulement. La paroisse de Chrainow, documentée pour la première fois en 1326, est devenue le centre des villages dans les alentours.
Jusqu'à la dissolution de l'Autriche-Hongrie après la Première Guerre mondiale, la région faisait partie du duché de Carniole, l'un des territoires héréditaires des Habsbourg. Kranjska Gora possède depuis 1848 le statut de ville.
Depuis les années 1870, la commune possède une gare ferroviaire située sur la voie de Ljubljana à Tarvisio - depuis 1966, les trains ne circulent plus sur cet axe et les traverses ont été démontées.

## Démographie
Entre 1999 et 2020, la population de la commune de Kranjska Gora est restée relativement stable avec un peu plus de 5 000 habitants,.
Évolution démographique
| 1999  | 2000  | 2001  | 2002  | 2003  | 2004  | 2005  | 2006  | 2007  |
| ----- | ----- | ----- | ----- | ----- | ----- | ----- | ----- | ----- |
| 5 425 | 5 401 | 5 413 | 5 390 | 5 383 | 5 375 | 5 391 | 5 380 | 5 409 |
| 2008  | 2009  | 2010  | 2011  | 2012  | 2013  | 2014  | 2015  | 2016  |
| 5 416 | 5 309 | 5 291 | 5 302 | 5 342 | 5 324 | 5 347 | 5 305 | 5 294 |
| 2017  | 2018  | 2019  | 2020  |       |       |       |       |       |
| 5 296 | 5 212 | 5 201 | 5 225 |       |       |       |       |       |

## Domaine skiable
Un domaine skiable a été aménagé dès 1948 sur les pentes du modeste massif Vitranc voisin, qui culmine au Ciprnik (1 746 m), avec la construction de la remontée mécanique Preseka - toujours en service en 2007. Seul un télésiège 1 place de conception archaïque rejoint directement les hauteurs du Vitranc, toutefois il est réservé aux piétons car il n'existe pas en 2011 de piste de ski praticable pour en redescendre. La station projette de le remplacer par un appareil plus moderne.
La station dispose de 19 remontées mécaniques pour le ski alpin, réparties sur les communes de Kranjska Gora et Podkoren. Malgré les efforts récents pour moderniser l'infrastructure, la majorité du parc de remontées est constitué de téléskis. Le domaine skiable est l'un des sept plus vastes et l'un des plus connus de Slovénie.
Depuis certaines pistes, il est possible d'admirer le cadre plus majestueux des montages environnantes, qui sont situées en majorité dans le territoire du Parc National du Triglav. Le domaine est constitué des trois sous-domaines suivants :

### Kranjska Gora
Ce sous-domaine a été développé aux abords immédiats de la ville. Cœur du domaine, il est desservi par trois télésièges 4 places modernes, dont un débrayable. L'unique piste de ski nocturne de la station est desservie par ce dernier. Un snowpark très bien équipé a été implanté au niveau du télésiège Kekec. La seule piste noire de ce sous-domaine est non jalonnée, elle n'existe plus que sur le plan des pistes. En effet elle s'avère en 2011 être non entretenue et couverte d'arbustes naissants.

### Podkoren I
Il est relié au sous-domaine précédent par le télésiège 4 places Podkoren, qui culmine à 1 295 m (point culminant du domaine). Les pistes - de niveaux de difficulté rouge et noir - y sont les plus intéressantes du point de vue technique. Elles offrent une vue directe sur le col Wurzenpass, qui sert de  frontière avec l'Autriche.

### Podkoren II
Il est situé plus à l'écart des deux sous-domaines principaux, et impose de pousser sur les bâtons pour s'y rendre et en revenir. Il est constitué de 2 téléskis et d'un télésiège 2 places de conception archaïque et très lent, qui culmine à 1 110 m. Les pistes, larges, courtes et d'une pente très faible, sont plus particulièrement appropriées aux skieurs de niveau débutant. Aucune piste n'y est équipée de canons à neige. Ce sous-domaine s'avère moins fréquenté que les deux sous-domaines centraux.
Les pistes sont, à l'exception des pistes desservies par le télésiège Podkoren, dans l'ensemble relativement courtes. Les 5 télésièges couvrent la quasi-totalité du domaine skiable. La dizaine de téléskis qui desservent également le domaine sont par conséquent dans leur majorité superflus en dehors des périodes de forte affluence, et peuvent s'avérer dangereux aux croisements avec les pistes.
Du fait de la faible altitude du domaine, la saison de ski peut y être précocement interrompue - déjà début mars - sur les parties les plus basses du domaine, malgré le recours à l'enneigement artificiel sur plus de la moitié du domaine. La station propose la pratique du ski nocturne sur les pentes desservies par le télésiège Dolenčev Rut et le téléski Velika Mojca.
Bien qu'il soit situé à quelques kilomètres à peine de l'Autriche et de l'Italie, le domaine de Krajska Gora s'avère être fréquenté par une clientèle essentiellement slovène/croate.
Chaque année, la station organise une épreuve de la Coupe du monde de ski alpin, connue sous le nom de Coupe Vitranc - épreuves de slalom et de slalom géant. L'épreuve fête ses 50 ans en 2011. En été, la station reçoit également une épreuve de descente en VTT.
En été, la station propose une piste de luge d'été ainsi qu'une piste de "summer tubing" (glisse sur coussin gonflable).

## Jumelages
La commune est jumelée avec : 
- Waasmunster (Belgique).

## Personnalités liées à Kranjska Gora
- Josip Vandot